# South Ronaldsay

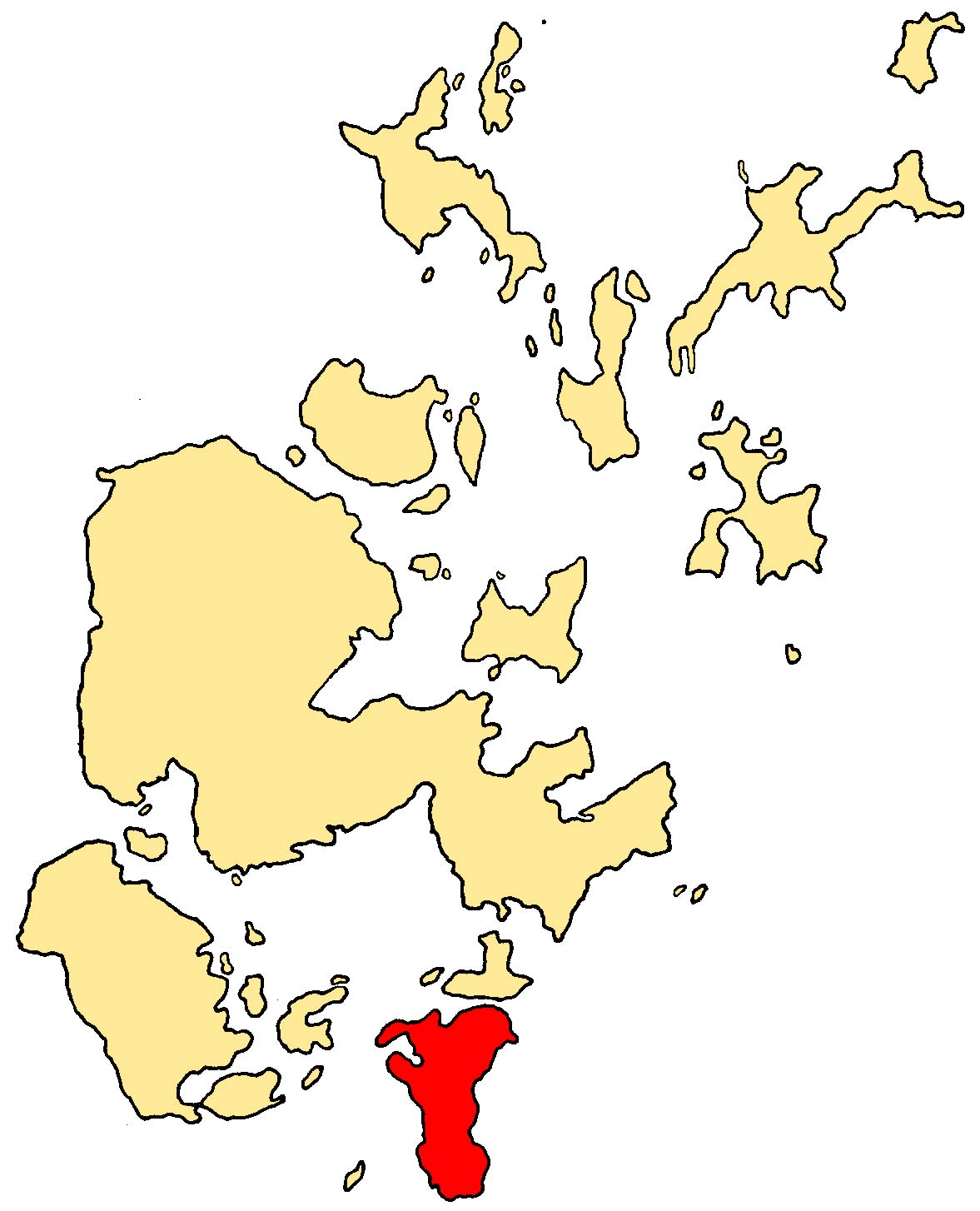
South Ronaldsay markerat med rött.

South Ronaldsay är en ö i den skotska ögruppen Orkneyöarna. Fastlandsförbindelse med Mainland finns via Churchill Barriers, även öarna Burray, Glimps Holm och Lamb Holm.
South Ronaldsays huvudort är St. Margaret's Hope som är uppkallad efter den norskfödda Margareta av Skottland som avled här.
Färjeförbindelse finns från Burwick till John o' Groats på det skotska fastlandet.